# Nadleśnictwo Ostrów Mazowiecka
Nadleśnictwo Ostrów Mazowiecka – jednostka organizacyjna Lasów Państwowych podległa Regionalnej Dyrekcji Lasów Państwowych w Warszawie. Siedziba nadleśnictwa znajduje się w Ostrowi Mazowieckiej, w powiecie ostrowskim, w województwie mazowieckim.
Nadleśnictwo obejmuje część powiatu ostrowskiego.

## Historia
Nadleśnictwo Ostrów powstało w 1925. W 1929 wydzielono z niego nadleśnictwa Brok i Grabownica, które na powrót przyłączono do Nadleśnictwa Ostrów w 1973.

## Ochrona przyrody
Na terenie nadleśnictwa brak jest rezerwatów przyrody. Występują dwa obszary należące do sieci Natura 2000.

## Drzewostany
Powierzchnia Nadleśnictwa wynosi 19 469, 38 ha.
Typy siedliskowe lasów nadleśnictwa (z ich powierzchniowym udziałem procentowym):
- bory 81%
- lasy 17%
- olsy 2%

Gatunki lasotwórcze lasów nadleśnictwa (z ich udziałem procentowym):
- sosna 93%
- olsza 4%
- brzoza 2%
- inne 1%